# Sint-Lodewijkskerk (Tourcoing)
De Sint-Lodewijkskerk (Église Saint-Louis) is een kerkgebouw in de Franse stad Tourcoing. De kerk staat in de wijk Épidème. Ze wordt niet meer gebruikt voor de eredienst en is ontwijd.
Het is een driebeukige kerk, zonder transept. Vooraan op de middenbeuk bevindt zich een vierkante portaaltoren met spits. De kerk is gebouwd in rode baksteen, met decoratieve elementen in witte kalksteen.

## Geschiedenis
De stad Tourcoing kende door de textielindustrie in de loop van de 19de eeuw een sterke bevolkingsgroei. De wijk Épidème telde tegen het eind van de eeuw naar schatting zo'n 3500 inwoners. In de wijk werd in 1895 een nieuwe parochie opgericht, gewijd aan Lodewijk de Heilige. De parochie werd gevormd uit stukken grondgebied van de parochies Saint-Christophe en Sacré-Cœur.
De kerk werd in 1892 ontworpen door de lokale architect Louis Croin. De eerste steen werd gelegd in 1894. In 1895 werden de kerk en de pastorie aan de stad geschonken en in 1896 werd de kerk ingezegend. De toren werd in 1897 gebouwd.
Na het verdwijnen van de industrie in de loop van de 20ste eeuw verpauperde de buurt en ook de staat van de kerk ging achteruit. Wegens instortingsgevaar van de gewelven werd de kerk in 2002 gesloten met akkoord van het bisdom. Acht jaar later werd de kerk buiten gebruik genomen. Wegens verzet van de monumentendiensten mocht de stad de kerk niet slopen en in 2011 werd ze aan particulieren verkocht, op voorwaarde dat de nieuwe activiteit "respectvol voor de plaats" was. De nieuwe eigenaar was een dakwerker en timmerman, die er zijn bedrijf vestigde. Met behoud van de constructie en het liturgisch meubilair, restaureerde hij de kerk en richtte er zijn atelier, een appartement en kantoorruimte, deels om te verhuren, in.